# Virgen
Virgen je obec v Rakousku ve spolkové zemi Tyrolsko v okrese Lienz.
Žije zde 2 204 obyvatel (1. 1. 2011).